# Sers (Charente)
Sers – miejscowość i gmina we Francji, w regionie Nowa Akwitania, w departamencie Charente.
Według danych na rok 1990 gminę zamieszkiwały 633 osoby, a gęstość zaludnienia wynosiła 45 osób/km² (wśród 1467 gmin regionu Poitou-Charentes, Sers plasuje się na 470. miejscu pod względem liczby ludności, natomiast pod względem powierzchni na miejscu 630.).